# Kanton Le Beausset
Der Kanton Le Beausset war bis 2015 ein französischer Wahlkreis im Arrondissement Toulon, im Département Var und in der Region Provence-Alpes-Côte d’Azur; sein Hauptort war Le Beausset. Vertreterin im Generalrat des Départements war zuletzt von 1988 bis 2015 Josette Pons (UMP).

## Gemeinden
Der Kanton bestand aus sechs Gemeinden:
| Gemeinde          | Einwohner Jahr | Fläche km² | Bevölkerungsdichte | Code INSEE | Postleitzahl |
| ----------------- | -------------- | ---------- | ------------------ | ---------- | ------------ |
| Le Beausset       | 9.310 (2013)   | 35,95      | 259 Einw./km²      | 83016      | 83330        |
| La Cadière-d’Azur | 5.487 (2013)   | 37,42      | 147 Einw./km²      | 83027      | 83740        |
| Le Castellet      | 4.088 (2013)   | 44,77      | 91 Einw./km²       | 83035      | 83330        |
| Riboux            | 36 (2013)      | 13,48      | 3 Einw./km²        | 83105      | 13780        |
| Saint-Cyr-sur-Mer | 11.894 (2013)  | 21,15      | 562 Einw./km²      | 83112      | 83270        |
| Signes            | 2.732 (2013)   | 133,1      | 21 Einw./km²       | 83127      | 83870        |